# Wilhelm Ernst Friedrich Schmidt
Wilhelm Ernst Friedrich Schmidt (* 20. August 1872 in Hespe; † 5. Mai 1944 ebenda) war ein deutscher Landwirt und Politiker.
Schmidt fuhr in seiner Jugend zur See, bevor er 1899 in Meerbeck heiratete und den väterlichen Hof in Hespe übernahm. Im Ersten Weltkrieg leistete er Kriegsdienst bei der Marine. Neben seiner landwirtschaftlichen Tätigkeit war er 1911 bis 1942 auch Steuererheber und nach 1918 Forstaufseher der staatlichen Revierförsterei Spießingshol mit Sitz in Stadthagen.
Von 1919 bis 1922 war Schmidt Mitglied im Landtag des Freistaates Schaumburg-Lippe. 